# Isabelle Stoffel
Isabelle Stoffel (Basilea, 25 de agosto de 1972) es una actriz y directora suiza que trabaja en alemán y en español. 

## Biografía
Isabelle Stoffel completó su formación como actriz en la Universidad de Berna. Actuó en varios escenarios suizos, trabajó en Bélgica con Theatergruppe Teatro, en Río de Janeiro en el Palacio Imperial, en Berlín en Sophiensælen como miembro del conjunto de Nico and the Navigators. Desde 2005, ha aparecido en el escenario en numerosas producciones en el mundo de habla hispana, incluido el monólogo La rendición en el Teatro Nacional de Madrid. En el Festival Fringe de Edimburgo 2013, interpretó The Surrender (monólogo) en inglés. Ha actuado en varias producciones de cine y televisión en Alemania y España. En 2012 dirigió su primera obra de teatro en Suiza Jimmy, Traumgeschöpf. 
Se dio a conocer en países de habla alemana principalmente a través del papel de Stefanie "Steffi" Gessler en la serie de televisión RTL Hinter Gittern - Der Frauenknast. 

## Filmografía
- 1997 – Loreley (Spielfilm)
- 1999 – Slaatswandel (Kurzfilm)
- 1999 – The Cookie Thief (Kinokurzfilm)
- 2000 – Verzaubert (Kurzfilm)
- 2000 – The Flasher from Grindelwald (Kinokurzfilm)
- 2000 – Test Men By Food (Kurzfilm)
- 2001 – The Paradise Institute (Kurzfilm)
- 2001 – Berlin is in Germany
- 2001 – Verkehrsinsel (Spielfilm, ARD)
- 2002 – Herzschlag – das Ärzteteam Nord (Folge: Blind Date) (ZDF)
- 2003 – Sobre el arcos iris (Kinofilm)
- 2003 – Operation Adios (Kurzfilm)
- 2003 – Hamlet X (Kurzfilm)
- 2003/2004 – Hinter Gittern – Der Frauenknast (RTL)
- 2005 – Un franco, 14 pesetas (Kinofilm)
- 2005 – Ahoras Seras Castigada (Kurzfilm)
- 2005 – La Bicicleta (Kinofilm)
- 2005/2006 – El Cor De La Ciutat (TV Catalunya)
- 2006, 2019 – Cuéntame cómo pasó (TVE)
- 2006 – El Comisario (TV)
- 2007 – Close The Door, Alex (Kurzfilm)
- 2007 – Mujeres Invisibles (Fernsehfilm)
- 2007 – Manolo & Benito Corporeison (TV)
- 2008 – Invisibles (Kinofilm- Spanischer Filmpreis Goya 2008)
- 2008 – Lasko-Die Faust Gottes (RTL)
- 2009 – La mujer sin piano (Kinofilm)
- 2009 – El cónsul de Sodoma (Kinofilm)
- 2009 – Alerta Cobra (RTL)
- 2009 – Todas las canciones hablan de mí
- 2010 – Ispansi - ¡Españoles! (Kinofilm)
- 2010 – Elias (Kurzfilm)
- 2010 – El sueño de Ivan (Kinofilm)
- 2012 – Los misterios de Laura (TVE)
- 2012 – Un marido ejemplar (Kurzfilm)
- 2013 – Haz de tu vida una obra de arte (Kinofilm)
- 2013 – Los ilusos (Kinofilm)
- 2013 – 2 francos, 40 pesetas (Kinofilm)
- 2013 – Max (Kurzfilm)
- 2013 – Traumland (Kinofilm)
- 2014 – Los exiliados románticos (Kinofilm)
- 2019 - La virgen de agosto
- 2024 -  Volveréis, película dirigida y escrita por Jonás Trueba

## Enlaces web
- * Isabelle Stoffel en Internet Movie Database (en inglés).
- http://agentur-nicolai.de/schauspielerinnen/isabelle-stoffel/
- https://web.archive.org/web/20160305145219/http://www.gotadeluz.es/isabelle-stoffel/

- Datos: Q1673650